# 장풍운전
《장풍운전》(張豐雲傳)은 작자미상의 조선 후기 소설이다. 

## 작품 소개
정조 18년, 대마도 역관 소전기오랑이 조선의 사신으로부터 전해 듣고 기록한 ≪상서기문≫을 보면, 조선의 소설로 ＜장풍운전＞·＜구운몽＞·＜최현전＞·＜장박전＞·＜임장군충렬전＞·＜소대성전＞·＜소운전＞·＜최충전＞ 등을 들고 있는데, 이에서 그 창작 연도가 적어도 1794년 이전 시기임을 알 수 있다. 그런데 이처럼 ＜장풍운전＞이 외국에까지 명성이 알려질 수 있었던 데는 국내에서 매우 광범위하게 읽혀진 소설이었기 때문에 가능했을 것이다. ≪진담록≫에 실린 삽화를 보자. 광대들이 놀음판을 벌이는 가운데 한 광대가 장풍운과 관련된 이야기를 늘어놓으려 한다. 그런데 수많은 청중들이 흥미진진하게 들으려고도 하지 않고 손사래를 치며 돌아서고 만다. 그들은 이미 ＜장풍운전＞의 내용을 너무나 잘 알고 있었던 것이다. 이는 그만큼 ＜장풍운전＞이 매우 광범위하게 읽혀졌음을 말해주고 있다.
영웅소설 서사 구조의 핵심으로는 ‘가족(가문)에서의 분리’와 ‘분리된 남성 영웅 일개인의 영웅적 역량의 발휘와 성취’가 지적되고 있는데, 이를 토대로 해서 본다면 ＜장풍운전＞은 영웅소설 서사 구조의 뼈대는 갖추었을지라도 남성 영웅 일개인의 ‘영웅적 역량의 발휘’라는 측면에서는 미숙하다고 하지 않을 수 없다. ＜장풍운전＞에서 전쟁은 세 차례 묘사되어 있는데, 제1차 전쟁담은 장풍운을 중심으로 한 수직적 가족 관계, 곧 부모와 이별하는 계기가 되었고, 제2차 전쟁담은 수직적, 수평적 가족 관계이지만 흩어진 사람들이 서로 만나는 계기가 되었으며, 제3차 전쟁담은 수평적 가족 관계 가운데 처첩 간의 갈등이 드러나는 계기가 되었다. 그러므로 ＜장풍운전＞의 군담은 다양한 층위에서의 기능을 담당하고 있다 하겠으나, 영웅소설에서 보이는 단일한 층위의 군담이 가지는 입신양명적 흥미 요소는 아니라 할 수 있다.

## 서지 정보
- 신해진 역, 2009년, 지식을만드는지식[깨진 링크(과거 내용 찾기)] ISBN 978-89-6406-225-8